# Ilattia glaucopera
Ilattia glaucopera là một loài bướm đêm trong họ Noctuidae.